# Spijt!
Spijt! è un film del 2013 diretto da Dave Schram.